# بووکو
بووکو (به فرانسوی: Boucau) یک کمون در فرانسه است که در canton of Bayonne-Nord واقع شده‌است. بووکو ۶ کیلومتر مربع مساحت دارد ۲۰ متر بالاتر از سطح دریا واقع شده‌است.